# Animali in mutande
Animali in mutande (Almost Naked Animals) è una serie animata composta da 52 episodi da 22 minuti che in Italia andò in onda per la prima volta su Disney XD il 14 luglio 2011, e successivamente il 9 dicembre 2013 è stato trasmesso anche su K2.

## Personaggi
- Howie - un cane giallo direttore del Banana Cabana, iperattivo, impulsivo, estroverso e parecchio ingenuo. È appassionato di sport estremi da quando sua sorella Puddle gli suggerì di essere uno stuntman da adulto (probabilmente sperando che si facesse male e finisse in ospedale). È doppiato da Paolo De Santis.
- Octo - il migliore amico di Howie, è un polpo azzurro costantemente ansioso e con innumerevoli fobie. Ha infatti paura del buio, dei cavoletti di Bruxelles, di buttarsi giù da un aereo in volo e molte altre. Se si mostra troppo al sole rischia di sciogliersi. Nell'episodio Il compleanno di Narwhal si scopre che lui e Narwhal sono cugini. È doppiato da Pietro Ubaldi.
- Duck - un'anatra con lo sguardo assente che "lavora" nell'albergo di Howie come manutentore. Fanatico di Shakespeare, con lui è impossibile capire che cosa fa. Nonostante sia pazzo e molto stupido, costruisce invenzioni tecnologicamente avanzate come macchine del tempo, razzi, skateboard volanti, ecc. Quando una sua invenzione esplode dice sempre "avevo calcolato che sarebbe successo", e utilizza un'invenzione uguale a quella esplosa o guasta perfettamente funzionante. Nell'episodio Giochi tra fratello e sorella si scopre che ha una sorella a prima vista mentalmente assente come lui. È doppiato da Diego Sabre.
- Narwhal - un narvalo viola con l'ossessione della musica. Nell'episodio Non so nuotare si scopre che odia nuotare. Nell'episodio Il compleanno di Narwhal invece si scopre che lui e Octo sono cugini. Fino a quel momento aveva cercato di nascondere la cosa perché si vergognava del suo lato piovra e pensava che essere un narvalo è molto meglio. È doppiato da Marco Pagani.
- Piggy - un maiale che di professione fa il "cuoco-ninja", molto severo, parla sempre di se stesso in terza persona. Lavora nell'hotel di Howie e nell'episodio Indovina chi viene a pranzo si scopre che in passato ha avuto un maestro più severo di lui, chiama spesso Howie "cosocane", ma usa questo termine anche con gli altri dipendenti (ad esempio Duck è cosopapero, ecc.). È possibile dedurre dal suo accento che abbia origini francesi. È doppiato da Mario Scarabelli.
- Bunny - una coniglietta che lavora al hotel. Di professione fa l'intrattenitrice dei clienti, è abbastanza pignola e non sopporta le idee di Howie. Sembra molto dolce e carina ma va sempre fuori di senno quando Howie ne combina una delle sue. È doppiata da Jolanda Granato.
- Slot - una bradipa molto lenta perché sta sempre appesa su un carrello e di professione fa il facchino, è innamorata di Howie e ce la mette tutta per farsi notare da lui (senza successo). È doppiata da Elisabetta Spinelli.
- Puddle - una cagnetta fucsia, sorella di Howie e la direttrice dell'albergo rivale. Odia suo fratello e fa di tutto per prendere il suo albergo, per lo più usando sporchi trucchi. È doppiata da Cinzia Massironi.
- Batty - un pipistrello, è l'assistente di Puddle e in un episodio si è scoperto che gli piace il sughetto rancido, mentre in un altro che adora le gomme da masticare (bandite da Puddle quando una gli si appiccicò sulla pelliccia). È doppiato da Patrizia Mottola.
- Octina - la sorella di Octo, a differenza di quest'ultimo è meno timorosa. Appare solo nell'episodio Giochi tra fratello e sorella.
- Dirk Dange - uno stuntman che a Howie piace tanto. Lui quando arriva dice sempre "Yodala yo!", parla sempre di se stesso in terza persona e è molto bravo a fare le acrobazie. Abita in un paese straniero immaginario: la Svedovlacchia. È doppiato da Claudio Moneta.

## Episodi
1. Questa è la mia festa
2. Un hotel a una stella
3. Howie l'innamorato
4. I licenziati
5. La predizione di Duck
6. I fanatici del pericolo
7. La ricetta segreta
8. I poteri del telecomando
9. Gabinetti esplosivi
10. Pirati gamberi
11. Una rara lattina
12. Evasione
13. Il genio
14. Rivelazioni familiari
15. La scomparsa del corno
16. Il duo degli equivoci
17. Ballando sotto il sole
18. Il campeggio Puzzawhai
19. Sporcizia da un altro mondo
20. La banana del destino
21. Tribù del vulcano
22. Una prova per Piggy
23. L'uccello canterino
24. Bunny la ginnasta
25. Amnesia
26. I passeggeri
27. Gli incubi del castello spettrale
28. Una medusa di troppo
29. Addio Banana Kabana
30. Le elezioni
31. Howie cerca lavoro!
32. Il nuovo distributore
33. Pigrizia da lavoro
34. Il West Hotel
35. Richiamo in periferia
36. La stoffa di Slot
37. Il concorso di bellezza
38. Una scelta impossibile